# The Golden Plague (film fra 1921)
The Golden Plague er en tysk stumfilm fra 1921 af Louis Ralph og Richard Oswald.

## Medvirkende
- Louis Ralph som Jacques Delma
- Anita Berber som Natascha
- Paul Bildt som John Marker
- Hans Adalbert Schlettow som Dr. Jonas Fjeld
- Emil Wittig som Brocke
- Felix Norfolk som Bradley
- Arthur Bergen som Bokine